# Reflexión de la luz

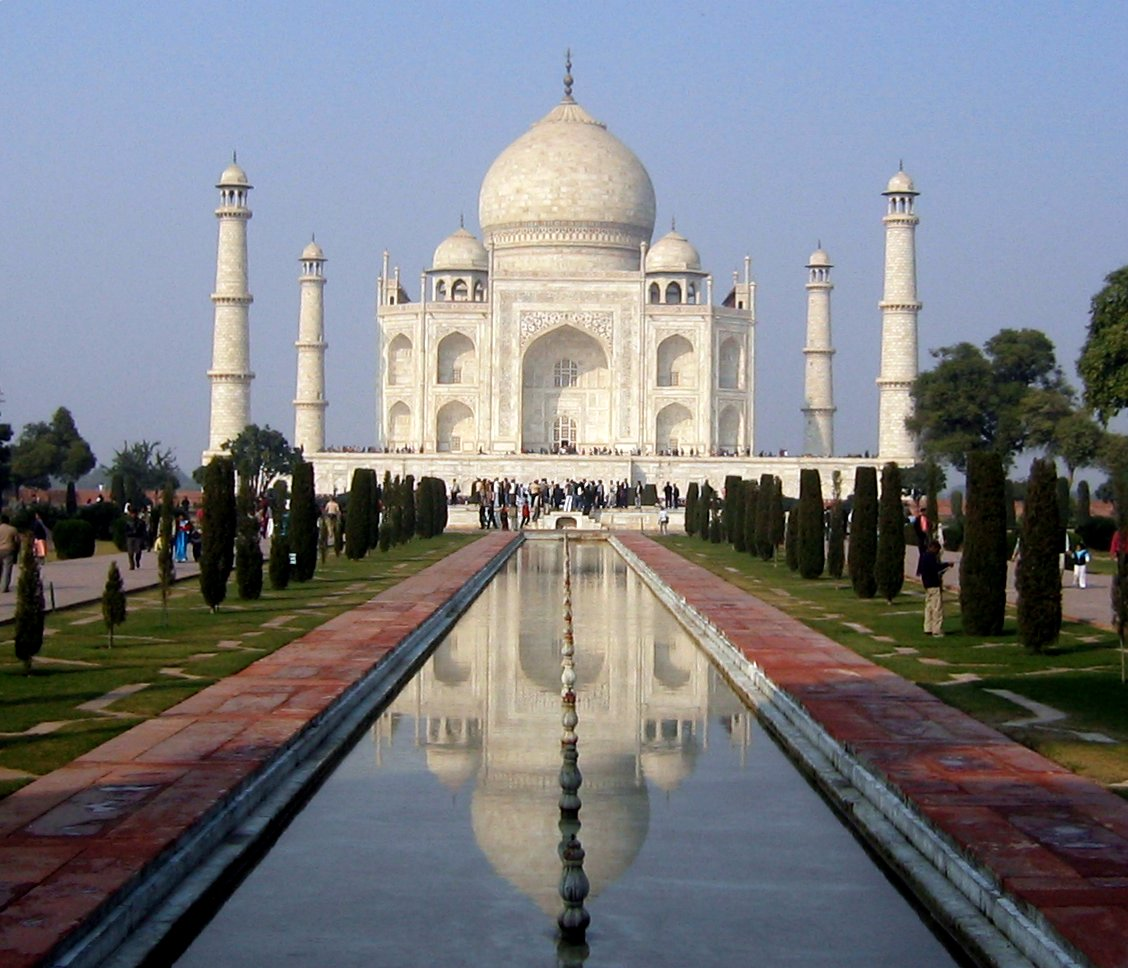
Imagen del Taj Mahal reflejada en el agua

La reflexión de la luz es un fenómeno óptico básico en la naturaleza que es conocido y analizado desde la Grecia clásica. Las leyes que rigen los fenómenos de reflexión y  refracción de la luz fueron enunciadas conjuntamente por el astrónomo y matemático neerlandés W. Snel en 1621 y unificadas bajo un principio de mínimo, en este caso para el tiempo como variable, por el matemático francés Pierre de Fermat en 1657.
Si bien estas leyes son las más comunes a todo fenómeno ondulatorio, son las ondas electromagnéticas OEM las que han dado lugar a una numerosa fuente de aplicaciones, en especial al estudio de la parte visible del espectro de las OEM y al tratamiento de la reflexión y refracción por lentes, espejos y sus aplicaciones. Las aplicaciones de los fenómenos de refracción y reflexión total interna con las OEM van desde los instrumentos ópticos como el anteojo o telescopio, los telescopios de reflexión como el de Newton o el Hubble, la linterna y el periscopio, hasta las antenas de reflexión pasando por la fibra óptica. Ambos fenómenos, reflexión y refracción, suelen aparecer conjuntamente en la naturaleza pero su estudio, análisis y aplicaciones pueden separarse y diferenciarse claramente.

## Introducción histórica

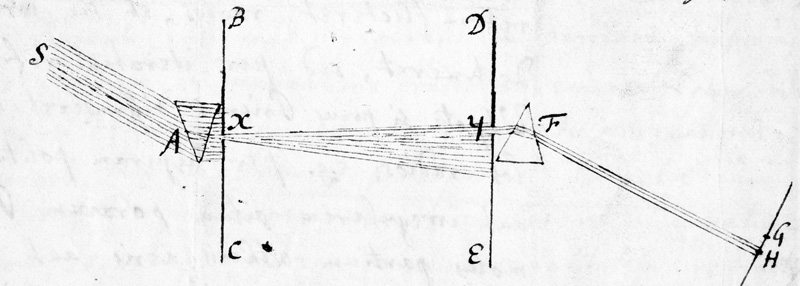
Ilustración del texto original donde Newton describe el experimento del prisma dual

El estudio de los fenómenos luminosos ha ido de la mano del progreso de la humanidad. Euclides publicó las Leyes de la Reflexión hacia el siglo III a. C.. Su observación y medida están relacionados con el uso de superficies metálicas pulimentadas o espejos, conocidos ya en la antigüedad. El fenómeno de refracción ya era conocido por Aristóteles y el establecimiento de la ley cuantitativa se debe a Herón de Alejandría y Claudio Ptolomeo, quienes estudiaron la reflexión en espejos curvos y la refracción hacia el siglo II a. C., durante el período helenístico en Egipto.
El científico árabe Alhacén publicó un tratado de óptica, Kitab-ul Manazir o Libro de Óptica, obra en siete volúmenes sobre las leyes de reflexión y refracción, formación de imágenes en lentes y espejos curvos así como el descubrimiento de la cámara oscura. Es considerado como el padre de la óptica moderna y autor de referencia hasta el siglo XVII. 

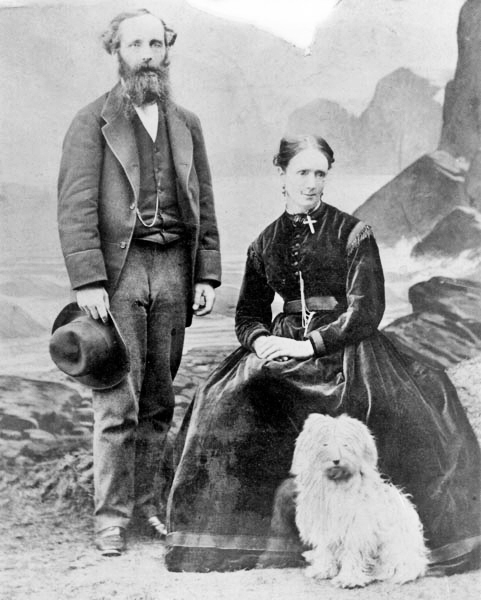
James Clerk Maxwell, autor de la Teoría Electromagnética

El astrónomo y matemático Willebrord Snel van Royen publicó en 1621 las leyes de la reflexión y la refracción que llevan su nombre Leyes de Snell, demostrando que al incidir la luz en la superficie de separación entre dos medios, la relación entre las cosecantes de los ángulos de incidencia y de refracción permanece constante. René Descartes descubrió en 1626 la misma ley usando un modelo en el cual la luz se consideraba una presión transmitida a través de un medio elástico. En su obra Dioptría formula de manera matemática la Ley de la refracción. 
Pierre de Fermat enunció en 1657 el principio del tiempo mínimo: la luz se propaga siempre a lo largo de aquella trayectoria que le suponga el mínimo tiempo de desplazamiento, incluso aunque se desvíe del camino geométricamente más corto, como es el caso de la refracción. A partir de este principio se unifican las leyes de la reflexión y de la refracción. Da un salto importante, utilizando un principio de mínimo, en la puesta en rigor y comprensión de los fenómenos ondulatorios de reflexión y refracción.
A finales del siglo XVII se propusieron dos teorías para explicar la naturaleza de la luz, la teoría corpuscular y la teoría ondulatoria, partículas y ondas respectivamente. Sus principales defensores fueron Isaac Newton y Christiaan Huygens.
La teoría corpuscular de Newton establece que partículas de masa despreciable son emitidas por fuentes luminosas viajando hacia el exterior de la fuente en líneas rectas a gran velocidad. De esta forma, la luz se refleja de manera que las partículas de luz chocan elásticamente contra la superficie de separación entre dos medios. Y también se refracta, modificándose la dirección de propagación de la luz al cambiar de medio. Según esta desviación, la velocidad de propagación de la luz en el agua debería ser mayor que en el aire. Por otro lado justifica la composición de la luz blanca constituida por los diferentes colores siendo cada color el resultado de un tipo distinto de corpúsculo. Sin embargo, la teoría corpuscular no podía explicar los fenómenos de interferencias y difracción propios de una teoría ondulatoria de la luz. La teoría ondulatoria de Huygens tiene su continuidad en el siglo XVIII, con Thomas Young, que descubre experimentalmente la existencia del fenómeno de interferencias en la luz, y Augustin Fresnel, que consigue explicar la difracción de la luz y su propagación rectilínea. 
En 1862 Léon Foucault mide la velocidad de la luz en el agua y comprueba que es menor que en el aire, contradiciendo así la teoría corpuscular de Newton, la cual fue rechazada a partir de ese momento. Pero es en 1864 cuando James Clerk Maxwell establece el cuerpo de la teoría electromagnética de la luz actual, con las ecuaciones para el campo electromagnético. Con estas ecuaciones unifica la generación y la propagación de las ondas pertenecientes a todo el espectro electromagnético, no solo al espectro visible.

## Naturaleza de la luz

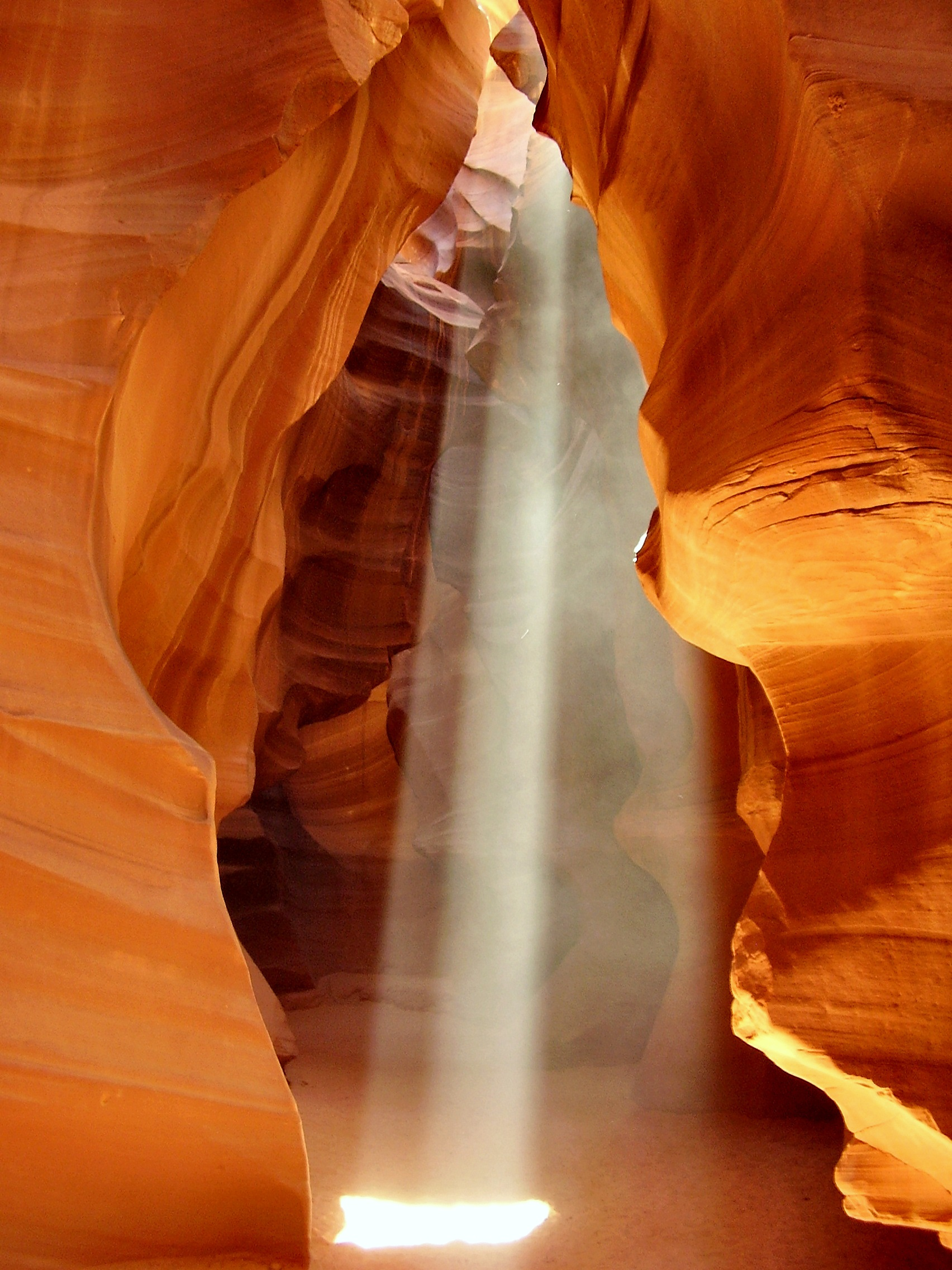
Rayo de luz entrando por el cañón del Antílope en Arizona

Para explicar el fenómeno de la reflexión de la luz, resulta útil explicar brevemente qué es la luz, su naturaleza y propagación. El objeto de estudio de la óptica es la luz, es decir, la onda o la partícula, como se verá más adelante, que sensibiliza los ojos y cuya velocidad en el vacío es una constante universal de valor 299 792 458 m/s.
Los experimentos de Frank Hertz pusieron de manifiesto, con el efecto fotoeléctrico, la naturaleza corpuscular de la luz, siendo Albert Einstein quien logró explicar satisfactoriamente este comportamiento corpuscular de la luz basándose en la hipótesis cuántica de Planck y en el fotón, como cuanto de luz.
La perspectiva científica moderna puede parecer contradictoria debido a que la luz tiene doble naturaleza, conocida como dualidad onda-corpúsculo. Esto se debe a que los fenómenos de propagación se pueden explicar por la teoría ondulatoria electromagnética. Sin embargo, la interacción de la luz con la materia se explica por procesos de absorción y emisión de fotones como un fenómeno corpuscular.
La teoría electromagnética es una teoría ondulatoria y nos sirve para explicar los fenómenos de propagación, sin embargo es incapaz de explicar los fenómenos de absorción y emisión de luz por la materia, la interacción entre materia y radiación. Para estudiar estos fenómenos es necesario acudir a la mecánica cuántica. Así es como la luz se puede observar desde 2 perspectivas:
- Fenómenos ondulatorios, como la difracción e interferencia de la luz.
- Fenómenos en los que interviene la naturaleza corpuscular de la luz. La naturaleza corpuscular se manifiesta en la interacción de la luz con la materia. Cuando la materia absorbe o emite luz, lo hace absorbiendo o emitiendo energía a cuantos en forma de fotones. Por ejemplo, en el efecto fotoeléctrico o en el de difusión por electrones libres, efecto Compton.

## Óptica geométrica

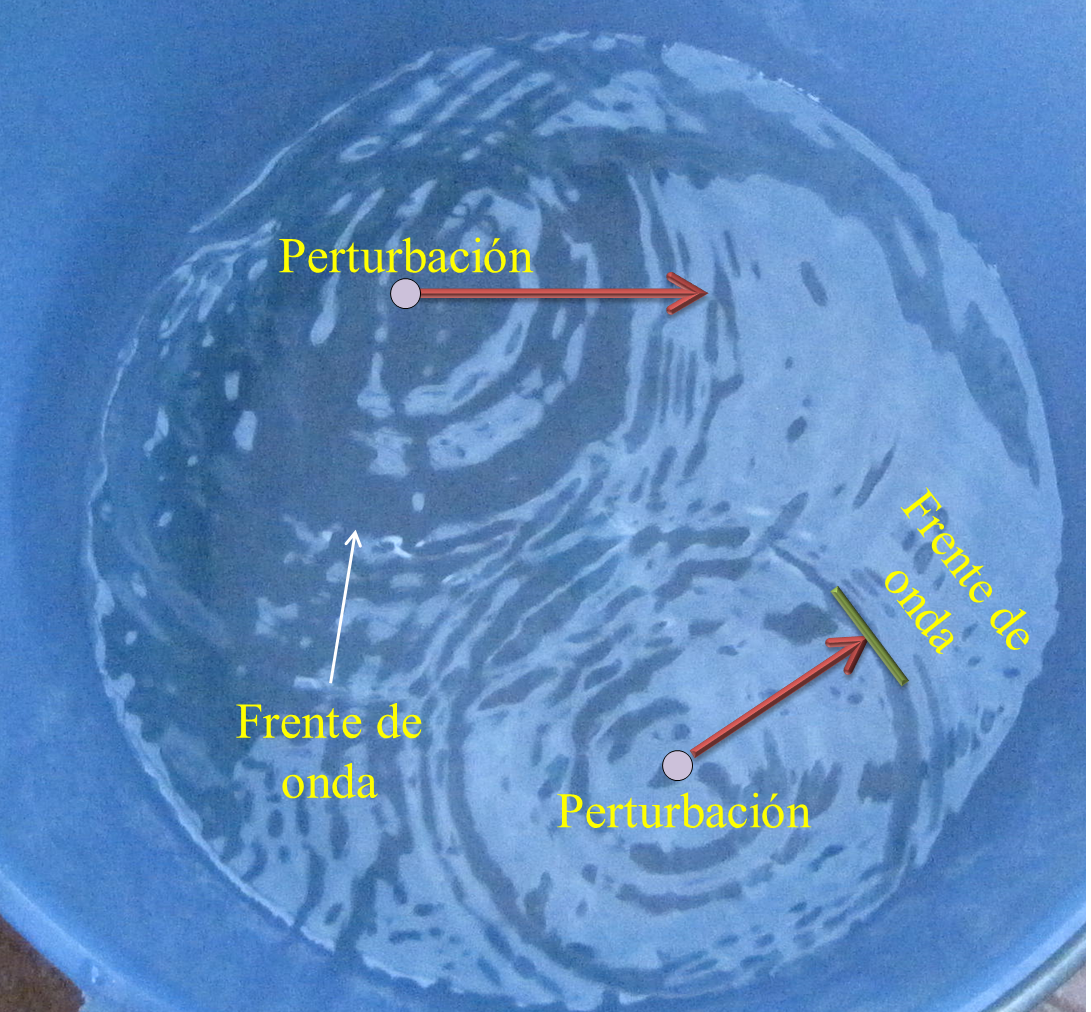
Ondas en la superficie del agua

En óptica existen un gran número de fenómenos que pueden estudiarse sin hacer ninguna hipótesis acerca de la naturaleza ondulatoria o corpuscular de la luz. Si el medio en el que se propaga la luz es homogéneo e isótropo, podemos considerar los resultados experimentales de las leyes de Snell para la reflexión y refracción y apelar a un tratamiento matemático y geométrico considerando como hipótesis que la luz viaja siguiendo trayectorias rectas, las cuales se pueden representar en forma de rayos independientes unos de otros.
A este análisis y estudio se dedica la óptica geométrica u óptica de rayos: la formación de imágenes en superficies y objetos a partir de los rayos luminosos. Existen muchas formas de definir un rayo luminoso, dependiendo de la perspectiva que desee emplearse. En la Teoría Corpuscular, un rayo es la trayectoria de un fotón, mientras que desde el punto de vista ondulatorio es una línea imaginaria en la dirección de propagación de las ondas. Por otro lado, desde el punto de vista de la Teoría Electromagnética, un rayo tiene la dirección y sentido del vector de Poynting. Al analizar los fenómenos de reflexión de la luz, lo que se observa es la propagación de la luz antes y después de reflejarse en un medio y, por tanto, conviene utilizar su aspecto ondulatorio. En unión al rayo luminoso es importante el concepto de frente de onda, que es el lugar geométrico determinado por todas las posiciones del medio que son alcanzadas por la onda en el mismo instante, por ejemplo las crestas y los valles de las ondas superficiales. Si el medio es homogéneo e isótropo, los vectores dibujados en la dirección y sentido del movimiento de avance de la onda y perpendiculares al frente de onda son precisamente los rayos. El principio de Huygens ilustra muy bien el concepto de frente de onda y además, con dicho principio, C. Huygens explicó de manera geométrica y rigurosa las leyes de reflexión y refracción.

## Reflexión especular y difusa
La reflexión que tiene lugar en una superficie lisa y pulida se denomina reflexión especular, de la palabra de origen latino «espejo». Por otro lado, a la reflexión en una superficie rugosa se le llama reflexión difusa. En este último caso, los rayos procedentes de un punto se reflejan en direcciones aleatorias y no convergen en ningún punto, por lo que no se genera ninguna imagen especular. El sistema óptico del ojo humano se encarga de recoger los rayos difundidos por el objeto que le llega directamente y forma con ellos la imagen de dicho objeto.
|  |  |
|  |  |
|  |  |

La reflexión difusa nos permite distinguir en la vida ordinaria los objetos por difusión directa de la luz en ellos. La luz que incide en un objeto se difunde en él y finalmente nuestros ojos y cerebro elaboran la imagen del objeto. La luz difundida no cumple con las leyes de reflexión y el proceso de obtención de la imagen es más complejo. 
En la reflexión especular, en cambio, se generan imágenes de un objeto al reflejarse la luz proveniente del objeto en una superficie pulida. La luz reflejada en la citada superficie convergerá en algún punto del espacio donde se formará la imagen del citado objeto, de acuerdo con las leyes de reflexión. Estas imágenes pueden ser reales o virtuales.
Como aplicación científica en el caso de la reflexión difusa, la espectroscopia de reflectancia o de reflexión difusa, utiliza la radiación reflejada por superficies rugosas.

## Reflexión especular
Cuando un rayo de luz llega a la superficie de separación de dos medios distintos, solo una parte penetra en el segundo medio y se refracta porque la velocidad de la luz es diferente en los dos medios; en consecuencia se generan dos rayos, el rayo reflejado y el rayo refractado o transmitido. Además, las direcciones de propagación de los rayos reflejado y transmitido son distintas de la del rayo incidente. Experimentalmente se han podido deducir las leyes de la reflexión de la siguiente manera:
```
  1) El rayo incidente, el reflejado y la recta normal en el punto de incidencia están contenidos en un mismo plano.
  2) El ángulo de incidencia 

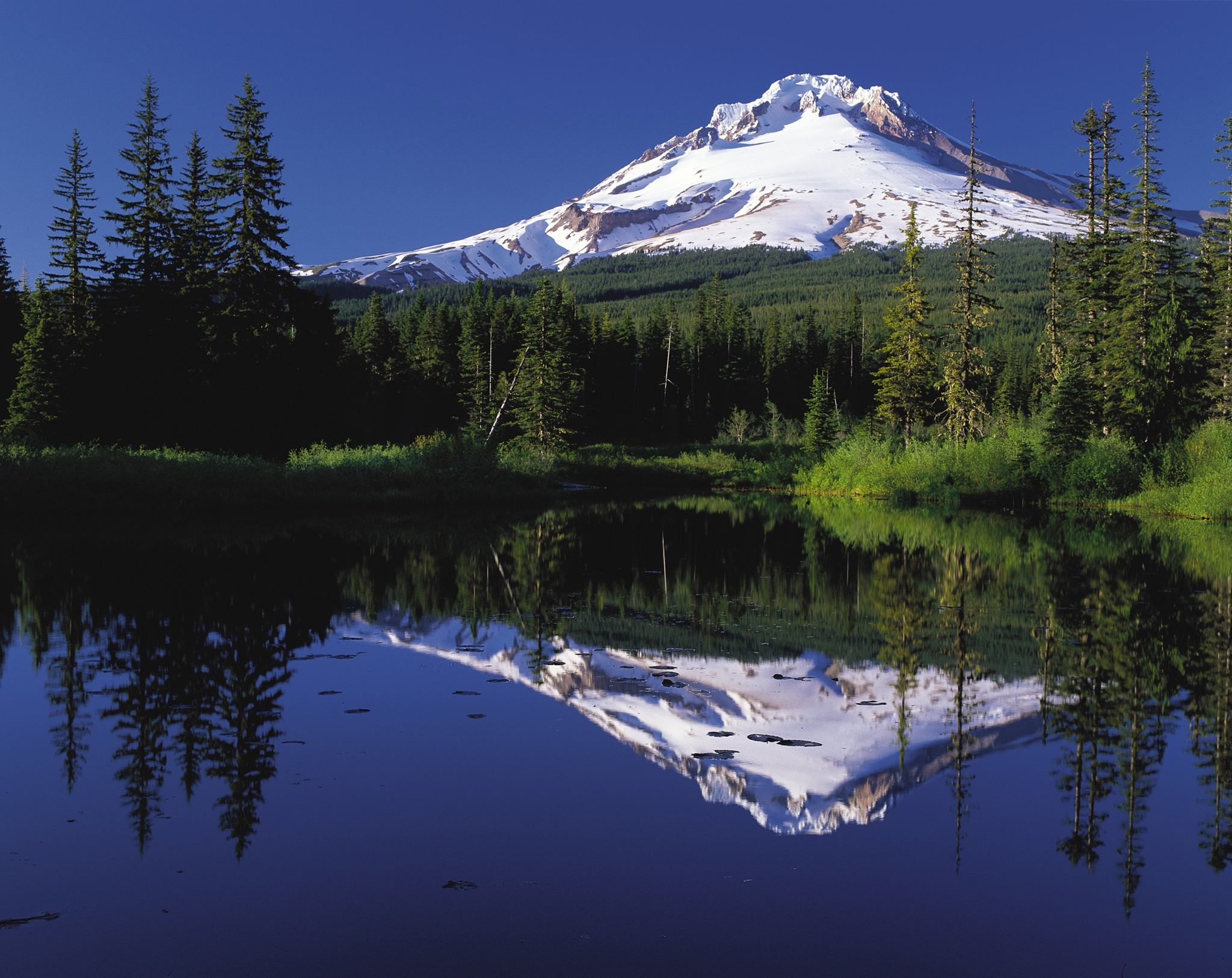
Imagen del Monte Hood reflejada en el lago Trillium.

  

    

      

        

          
θ

          

            
i

          

        

      

    

    
{\displaystyle \theta _{i}}

  

 y el de reflexión 

  

    

      

        

          
θ

          

            
r

          

        

      

    

    
{\displaystyle \theta _{r}}

  

 son iguales.
```

## Reflexión y el Principio de Fermat

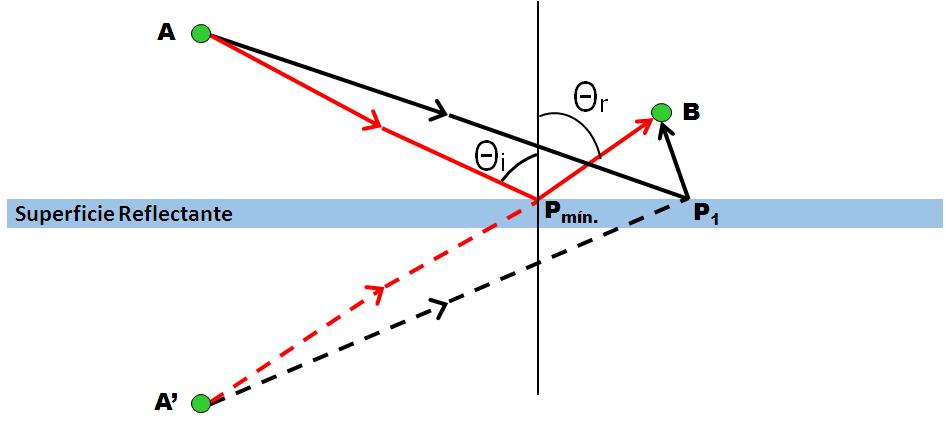
Principio de Fermat para la reflexión

Las leyes de la reflexión y de la refracción pueden deducirse mediante el principio de Pierre de Fermat. Dicho principio afirma que la trayectoria real que sigue un rayo de luz entre dos puntos es aquella en la que emplea un tiempo mínimo en recorrerla.
Aplicando el principio de Fermat a la reflexión: 
A es una fuente que emite rayos que se reflejan en una superficie horizontal plana y llegan al observador situado en el punto B. Como la luz se propaga en el mismo medio homogéneo, para encontrar la trayectoria que debe seguir un rayo de luz de forma que emplee un tiempo mínimo en recorrerla, equivale a encontrar la trayectoria cuya longitud es mínima. 
Si un rayo emitido por A se refleja en un punto P y llega a B. La longitud de la trayectoria A-P1-B seguida por este rayo es igual a la de la trayectoria A'-P1-B, siendo A’ la fuente puntual A reflejada en la superficie. 
Variando el punto P, la distancia A'-P-B es mínima cuando los puntos A', Pmín y B están en línea recta o en la distancia más corta entre dos puntos, esto ocurre cuando el ángulo de incidencia {\displaystyle \theta _{i}} es igual al ángulo de reflexión {\displaystyle \theta _{r}}

## Reflexión en espejos planos

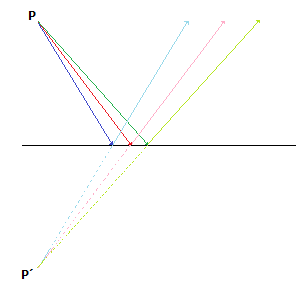
Reflexión en espejos planos cuando el rayo procede de un punto P que al reflejarse parece proceder de un punto P' detrás de este

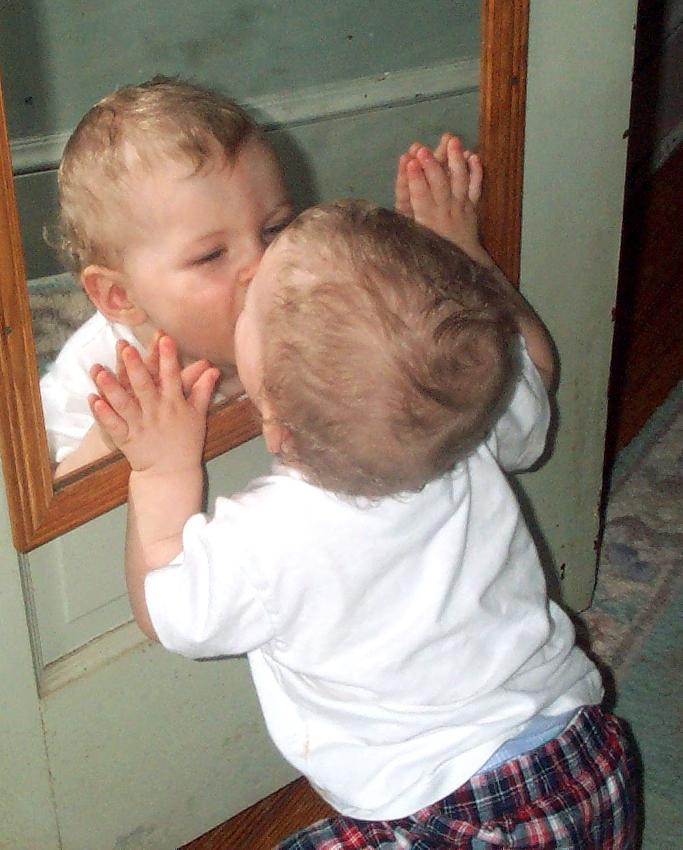
Resultado de inversión en la profundidad. La parte derecha del niño es la izquierda en un espejo

Cuando un haz de rayos luminosos procede de una fuente puntual P y se refleja en un espejo plano, después de la reflexión, los rayos divergen exactamente como si procediesen de un punto P’ detrás del plano del espejo. El punto P’ se denomina imagen del objeto P. Cuando estos rayos se perciben por el ojo, no pueden distinguirse de los rayos que procedieran de una fuente luminosa situada en P’ sin que hubiese espejo. La imagen se denomina virtual debido a que la luz no procede realmente de la imagen. Las imágenes que se ven en los espejos planos siempre son virtuales cuando se trata de objetos reales. 
La imagen que se forma en un espejo plano tiene las siguientes propiedades:
- La imagen está a una distancia por detrás del espejo igual a la del objeto por delante de él.
- La imagen no tiene aumento, es virtual y está derecha.
- La imagen tiene inversión de derecha-izquierda.

Mediante argumentos de geometría, de acuerdo con la ley de reflexión para cada punto objeto y su punto imagen por reflexión, se demuestra que la altura del objeto es igual a la altura de la imagen, y se obtiene además, que la imagen formada por un objeto colocado frente a un espejo plano está a una distancia por detrás del espejo igual a la del objeto por delante del mismo.
El aumento lateral se define como: 
{\displaystyle M={h' \over h}}
donde:
M= Aumento lateral
h'= Altura de la imagen
h=  Altura del objeto
Esta definición es para cualquier tipo de espejo, sin embargo en los espejos planos M=1 porque h'= h.

## Reflexión en espejos curvos
Los espejos con superficies distintas a las superficies planas tienen importantes aplicaciones prácticas y obedecen a las mismas leyes de reflexión. Históricamente el más utilizado es el espejo curvo, que consta de un casquete esférico y este a su vez presenta la reflexión en la cara cóncava o en la convexa, dependiendo de la aplicación que se pretenda.
|  |  |
|  |  |

Espejo parabólico
Los espejos cóncavos son muy utilizados por sus propiedades especiales de convergencia de la imagen. El más destacado es el paraboloide de revolución de superficie cóncava, pues concentra los haces paralelos de luz o de radiación electromagnética de cualquier longitud de onda, en un punto llamado foco. El espejo parabólico produce en su foco la imagen real de una fuente puntual situada a gran distancia en dirección de su eje. Por ello se utilizan en astronomía en la construcción de telescopios. 
En un espejo parabólico cóncavo o convexo, el eje de revolución es el eje óptico. Tiene la propiedad de que todos los rayos paralelos a este eje que llegan al espejo se reflejan pasando por el foco. Por la propiedad de la inversión del camino óptico ocurre el fenómeno inverso y si en el foco está situada la fuente de luz, los rayos que emerjan del foco se reflejarán en el espejo tomando una trayectoria paralela al eje óptico. 
En este tipo de espejo las imágenes no se ven afectadas por las aberraciones de espejos curvos con otras simetrías, como sucede con los espejos esféricos cuando los rayos que inciden no están próximos al eje óptico (la zona próxima al eje óptico se denomina zona paraxial). En un espejo curvo, si los rayos que forman la imagen están próximos al eje óptico se puede considerar aproximadamente como los formados en un espejo parabólico. Entre los instrumentos ópticos que utilizan espejos parabólicos están el telescopio de Newton, la linterna ordinaria —tienen el mismo principio pero en la linterna el foco es la fuente de luz, mientras que en el telescopio de Newton en el foco se refleja la imagen virtual— las antenas parabólicas y las antenas con reflector, que reflejan las radiaciones electromagnéticas. Se utilizan para la emisión y recepción de ondas electromagnéticas. En la emisión la fuente de las ondas reside en el foco de la parábola y en la recepción es a la inversa, localizando al receptor en el mismo.

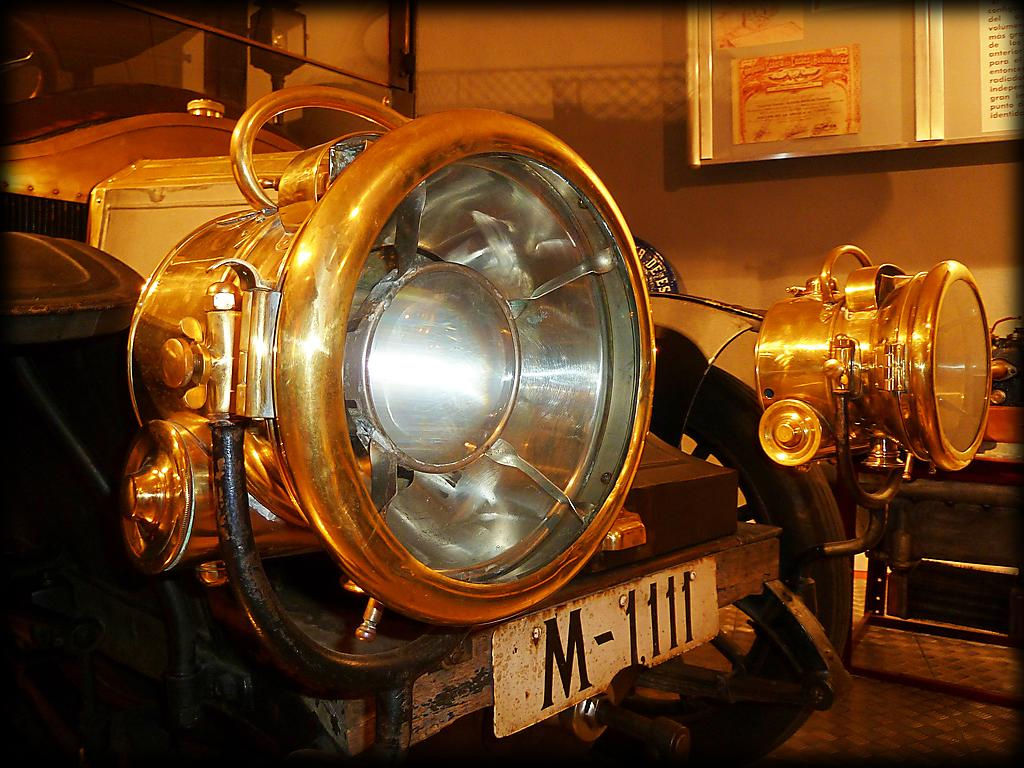
Espejo curvo

|  |  |
|  |  |

Aplicación en antenas con reflector. Antena parabólica
Este tipo de antenas utilizan el fenómeno de reflexión de las ondas electromagnéticas al igual que en los espejos parabólicos. En el foco del paraboloide se sitúa el emisor en la antena emisora, o el receptor en la antena receptora, según se quiera utilizarlas como emisoras o como receptoras, respectivamente. Son bastante utilizadas en sistemas de comunicaciones, debido a su alta direccionalidad y a que limita las radiaciones a un cierto espacio, concentrando la potencia de las ondas. Los rangos del espectro electromagnético utilizado son UHF, SHF y EHF. Se utilizan especialmente para la transmisión y recepción vía satélite. Tanto la luz, espectro visible, como el resto de ondas electromagnéticas forman parte del espectro electromagnético y por tanto, poseen propiedades comunes. 
Con el espejo parabólico cóncavo se muestra el fundamento de la antena parabólica en la modalidad de receptor. Las ondas electromagnéticas llegan a la superficie de la antena representadas por los rayos paralelos siendo, por tanto, sus frentes de onda planos. Una vez reflejados por la antena, los rayos cambian su simetría siendo perpendiculares a sus frentes de onda, en forma superficies parabólicas, para llegar finalmente al foco, el receptor.
Espejo esférico
A diferencia de los espejos parabólicos cóncavos, solo los rayos de luz paralelos que inciden en un espejo esférico cóncavo próximos al eje óptico convergen en el foco. En términos matemáticos y geométricos una superficie esférica siempre se puede aproximar por una parabólica en la zona próxima al eje de la parábola (eje óptico). La zona paraxial es aquella dentro de la cual las distancias al eje óptico son pequeñas comparadas con el radio del espejo. Debe cumplirse que el ángulo máximo, en radianes, de apertura del cono que delimita la zona paraxial, se pueda aproximar por su seno y su tangente (en radianes).
Los espejos curvos, a excepción del parabólico, pueden producir imágenes borrosas y con falta de nitidez cromática. Se conoce como aberraciones esféricas a las deformaciones sufridas cuando el tamaño del objeto supera la zona paraxial; en dicha zona, la curvatura del espejo se puede aproximar por la de una superficie parabólica. Un ejemplo de aberración esférica se produjo en 1993 en el Telescopio Hubble y que amenazaba la excelencia de la resolución de sus imágenes. Esta aberración lo que producía era un aplanamiento en el borde del espejo primario que lo desviaba ligeramente de la curvatura parabólica necesaria para que el punto focal del espejo estuviera muy bien definido. Como consecuencia, las imágenes aparecían borrosas. Este problema fue resuelto mediante la óptica correctiva del instrumento COSTAR (Corrective Optics Space Telescope Axial Replacement) durante la primera misión espacial de servicios al Hubble, STS-61, en 1993.
|  |  |
|  |  |

## Reflexión total interna

Ejemplo de reflexión total interna en agua (n_{1}) y aire (n_{2})

Para que tenga lugar el fenómeno de reflexión total interna es necesario que la fuente de luz esté en un medio de índice de refracción mayor que el medio en el que la luz se refracta y que el ángulo incidente, respecto de la normal al medio de separación, sea mayor que el ángulo límite. En estas condiciones no aparece el fenómeno de la refracción y tan solo tiene lugar el fenómeno de la reflexión en el medio incidente. Aplicando la ley de Snell para la refracción se obtiene la condición para el ángulo límite de incidencia, que tiene lugar cuando el de refracción es de 90°.
La fracción de luz reflejada en una superficie límite de separación entre dos medios (por ejemplo agua y aire), depende del ángulo de incidencia y de los índices de refracción de los dos medios, el incidente y el refractado, n1 y n2 respectivamente.
En el fenómeno de la refracción de la luz, el rayo cambia de medio y sufre, además, un cambio de dirección. El cambio de dirección viene dado por la ley de Snell de la refracción, que es:
{\displaystyle n_{1}sin\theta _{1}=n_{2}sin\theta _{2}}
Donde:
{\displaystyle \theta _{1}}= ángulo incidente.
{\displaystyle \theta _{2}}= ángulo refractado.
{\displaystyle \theta } límite= ángulo límite.
n1= índice de refracción del medio donde el rayo se origina.
n2= índice de refracción del medio donde el rayo se refracta.
Utilizando la ley de Snell, podemos calcular el valor del ángulo límite que depende de los índices de refracción de los dos medios. Si el medio refractado es el aire, cualquier medio físico incidente permite observar el fenómeno de reflexión total interna ya que sus índices de refracción son siempre mayores que el del aire.
Ángulo límite para una reflexión total interna
La reflexión total interna es un fenómeno que sucede únicamente cuando la luz pasa de un medio de mayor índice de refracción a un medio de menor índice de refracción.
Cuando se hacen incidir rayos sobre una superficie límite de separación entre dos medios, todos los rayos que no se aproximen a la superficie de manera perpendicular a esta, la dirección normal a la superficie, se desvían alejándose de dicha la normal. En estas condiciones se observa que al aumentar el ángulo de incidencia {\displaystyle \theta _{1}}, el ángulo de refracción {\displaystyle \theta _{2}} aumenta respecto a la normal también hasta llegar a un ángulo llamado ángulo límite {\displaystyle \theta _{c}} en el que la luz se refleja completamente, dejando de aparecer un rayo refractado. Esto es debido a los límites que impone la ley de Snell para la refracción.
Derivada de dicha Ley, la condición para que haya una reflexión total interna es que el ángulo de incidencia {\displaystyle \theta _{1}} exceda al ángulo crítico {\displaystyle \theta _{c}} dado por:
{\displaystyle \theta _{c}=\arcsin \left({\frac {n_{2}}{n_{1}}}\right)}

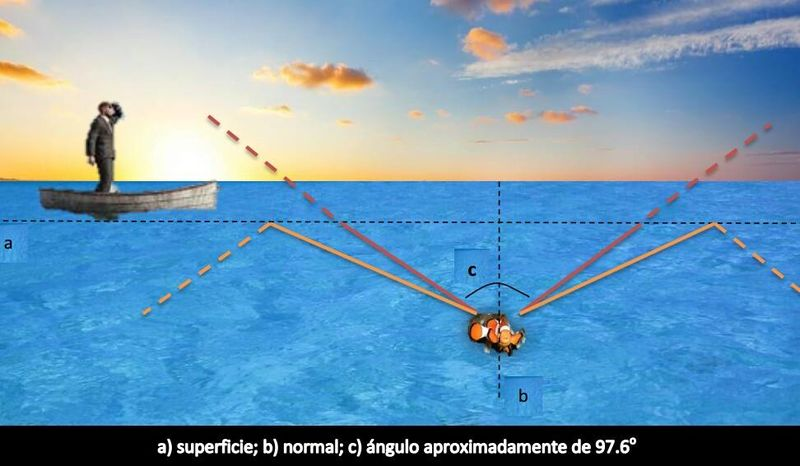
Cuando un pez mira hacia fuera del agua, solo puede ver el mundo exterior dentro de un tubo cónico delimitado por el ángulo límite (líneas rojas)

En la tabla se han calculado los ángulos límite para diferentes sustancias, suponiendo siempre como medio de refracción el aire.
| Sustancia      | Índice de refracción | Ángulo límite |
| -------------- | -------------------- | ------------- |
| Aire           | 1.0002924            |               |
| Agua           | 1.33432              | 48.56°        |
| Aceite vegetal | 1.47                 | 42.88°        |
| Glicerina      | 1.4729               | 42.77°        |
| Benceno        | 1.501                | 41.79°        |
| Vidrio Crown   | 1.52                 | 41.15°        |

Ejemplo de reflexión total: si el pez mira cualquier punto dentro de las líneas rojas podrá ver fuera de la superficie, más allá de esos límites solo puede ver el fondo del escenario reflejado en la superficie (reflexión especular). Si mira directamente hacia el pescador (línea amarilla) no lo podrá ver, pero si mira a partir de las líneas rojas que definen el ángulo límite (agua-aire), y en el interior del tubo cónico de ángulo c = 97° que forman, podrá verlo.

## Aplicaciones de la reflexión total
Prismas de reflexión total

Descomposición de la luz blanca en un prisma

En óptica, un prisma es un objeto capaz de refractar, reflejar y descomponer la luz en los colores del espectro visible al igual que la dispersión de la luz por una gota de agua formando el arco iris. Estos objetos son transparentes, generalmente de vidrio flint o vidrio crown y tienen la forma de un prisma triangular, de ahí su nombre.
El fenómeno de dispersión de la luz por un prisma de refracción se debe a que la luz blanca, al refractarse en el vidrio, se separa en los diferentes colores de que se compone, la superposición del espectro visible. Los diferentes colores poseen una frecuencia diferente que depende del índice de refracción del material, formando un haz en el interior del prisma. Al refractarse de nuevo hacia el exterior del prisma, el haz sufre una nueva desviación según la ley de Snell para la refracción.
Un prisma de refracción además de tener una adecuada geometría para observar el fenómeno de la refracción y de la dispersión de la luz, utiliza la propiedad del ángulo de desviación mínimo para medir el índice de refracción de un material. Los prismas de reflexión total se utilizan para cambiar la posición y la orientación de una imagen, haciendo, además, uso del fenómeno de la reflexión total interna.
Los prismas se caracterizan por su ángulo de desviación mínimo "b". Esta desviación mínima se logra mediante el ajuste del ángulo de incidencia hasta que el rayo pase a través del prisma paralelo a la parte inferior (base) del mismo.
{\displaystyle {\frac {n_{p}}{n_{0}}}\ ={\frac {\sin {\frac {1}{2}}\left(a+b\right)}{\sin {\frac {1}{2}}\ a}}\ }
donde "a"= ángulo de incidencia y "b"= ángulo de desviación mínima.

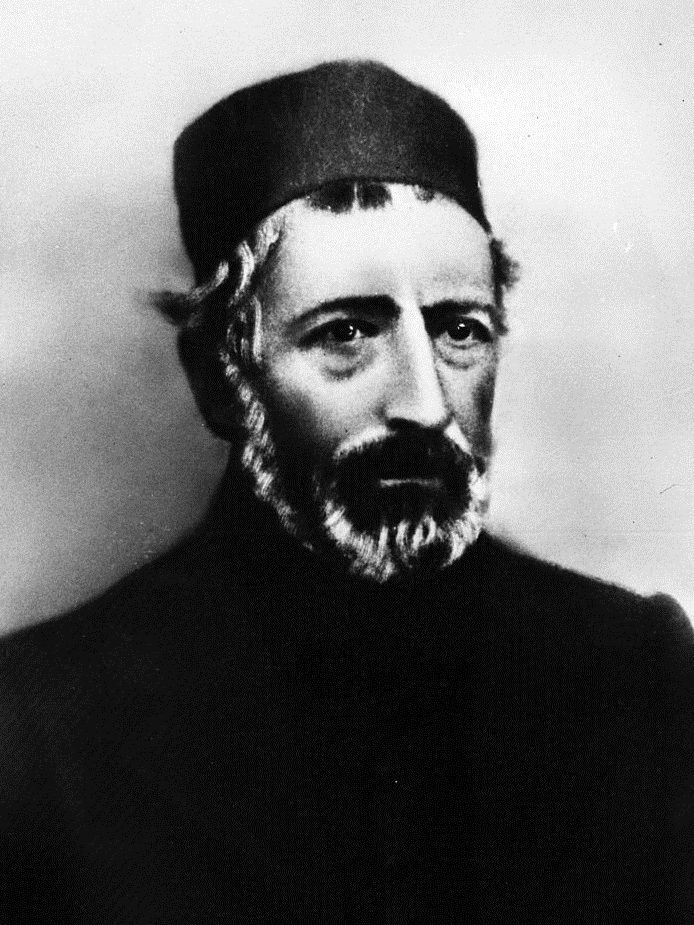
Ignazio Porro

Considerando para el vidrio un índice de refracción de n=1.50, el ángulo límite para una superficie aire-vidrio es de unos 42° aproximadamente. Este hecho permite el uso de muchos instrumentos de óptica que utilizan el prisma como superficies de reflexión total con una sección principal que es un triángulo isósceles, con ángulos de 45° - 45° - 90°. Al ser los ángulos del prisma mayores que el ángulo límite, los rayos que inciden normalmente por la cara del prisma opuesta al ángulo de 90°, atraviesan la cara y sufren el fenómeno de reflexión total interna en las otras dos caras. Estas condiciones permiten una variedad de aplicaciones tan amplia además del prisma de Porro, el periscopio, los prismáticos o la fibra óptica.

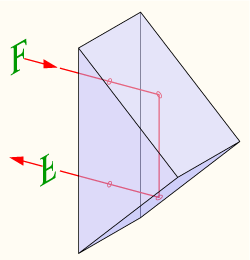
Prisma de Porro
Es un prisma de vidrio que utiliza el fenómeno de reflexión total interna usado en ciertos dispositivos ópticos para modificar la posición de la imagen. Su nombre se debe a su inventor, el ingeniero y óptico italiano Ignazio Porro. El prisma de Porro básico es una pieza de vidrio de base triangular isósceles con un ángulo a 90°. La imagen se refleja en las facetas que forman el ángulo recto mediante la reflexión total interna, saliendo por la superficie por la que entró y en la misma dirección pero desplazada e invertida. En el prisma de Porro doble se enfrentan dos prismas iguales rotados 90° de forma que uno recoja la imagen reflejada por el otro. Con ello se consigue que la imagen sufra una doble inversión quedando, finalmente, derecha, como sucede con los prismáticos, por ejemplo. 
Prismáticos (Binoculares)

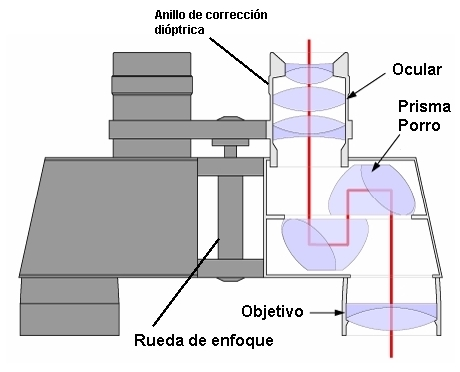
Funcionamiento de los prismáticos

Los prismáticos, también denominados binoculares, están compuestos por dos telescopios idénticos, uno para cada ojo ampliando la imagen de los objetos distantes observados, al igual que el monocular y el telescopio; sin embargo, a diferencia de estos, provoca el efecto de estereoscopía en la imagen, o visión en tres dimensiones, dando sensación de profundidad y por eso es más cómodo apreciar la distancia entre objetos distantes y seguirlos en movimiento.
Los prismáticos poseen un par de tubos. Cada tubo contiene una serie de lentes a modo de telescopio, que amplían la imagen para cada ojo produciendo la estereoscopía, así como unos prismas. El aumento de la imagen se logra cuando la luz atraviesa cada serie de lentes convergentes destinadas a tal efecto. La función de los dos prismas es corregir la imagen invertida colocándola en la posición correcta y reflejando la luz en su totalidad por medio del fenómeno de reflexión total interna. Tradicionalmente, la mayoría de los modelos usan un par de prismas Porro.
Periscopio

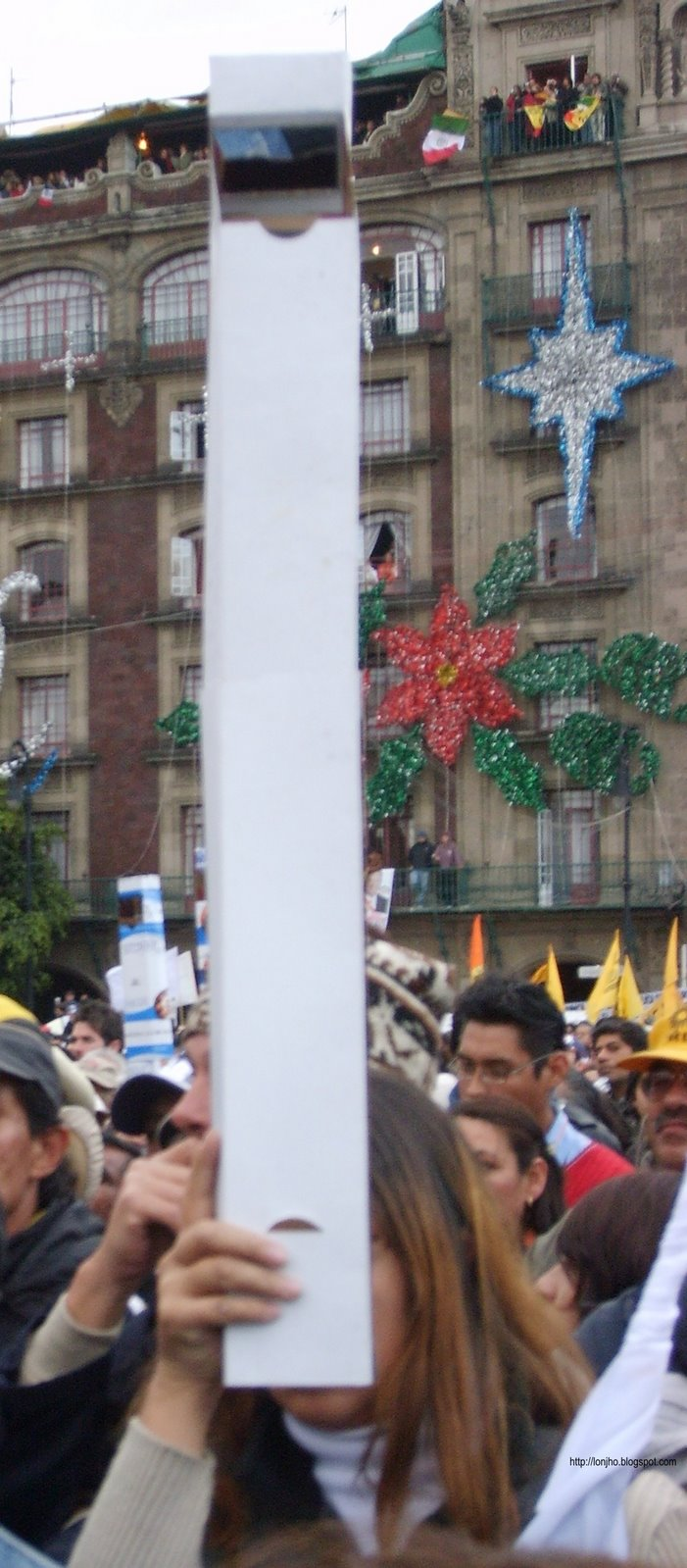
Periscopio casero

El periscopio  está formado básicamente por un prisma de reflexión total en su parte superior que refleja la imagen y es recogida por una lente objetivo, llegando a una segunda lente. Finalmente la imagen es reflejada hacia una lente ocular por un segundo prisma también de reflexión total situado en la base del periscopio. De esta forma, haciendo uso de las leyes de reflexión, proporciona una visión de un lugar determinado desde una posición oculta. Gracias al desarrollo del periscopio fue posible la navegación con el submarino puesto que el periscopio permite ver la superficie del mar mientras está sumergido.
Fibra óptica
La fibra óptica es un medio de transmisión empleado habitualmente en redes de datos, consistente en un hilo muy fino de material transparente, vidrio o materiales plásticos, por el que se envían pulsos de luz que contienen la información a transmitir. El haz de luz queda completamente confinado y se propaga por el interior de la fibra con un ángulo de incidencia en la superficie interna mayor que el ángulo límite para la refracción a su través, cumpliendo la condición de la reflexión total interna. La luz que se propaga por la fibra proviene de fuentes coherentes y direccionales como la de un láser o un diodo led.
Los principios básicos de su funcionamiento se basan en las leyes de Snell. La luz se propaga en un medio, el núcleo de la fibra, reflejándose continuamente sin refractarse a su través, debido a que se verifican las condiciones de reflexión interna total. Para ello los índices de refracción del núcleo y del revestimiento deben cumplir determinadas condiciones propagándose la luz, de esta manera, completamente por el interior de la fibra con pérdidas despreciables.

## Retrorreflexión
La retrorreflexión es una aplicación del fenómeno de reflexión de la luz que consiste en reflejar la luz de vuelta hacia la fuente, sin que importe el ángulo de incidencia original. Para ello se utilizan superficies reflectantes planas. Si se realiza con materiales transparentes como los prismas de vidrio, se basa en el fenómeno de la reflexión total, como en el caso de utilizar un prisma de Porro. También se puede llevar a cabo utilizando espejos como en el retrorreflector de esquina.
El retrorreflector cúbico o de esquina consta de tres superficies reflectantes perpendiculares entre sí que tienen la propiedad de que un rayo de luz que se refleje sucesivamente en las tres caras vuelve exactamente a la dirección de donde proviene, manteniendo la dirección paralela a la de entrada. Para formar la imagen de un objeto completo de tres dimensiones hace falta considerar los diferentes rayos luminosos que parten de las diferentes posiciones del objeto, para formar los puntos imagen correspondientes en la retrorreflexión.
|                                                            |
| Principio de funcionamiento del retrorreflector de esquina |

|                                               |
| Fenómeno retrorreflexión en señal de tránsito |

Una aplicación de la retrorreflexión se utiliza en las señales de tráfico, para que la luz que emiten los faros se refleje en la dirección de la que originalmente procede. De esta forma, la imagen de la señal que le llega al conductor aparece reforzada para avisarle de un peligro.
Camuflaje óptico
El llamado camuflaje óptico se consigue utilizando efectos ópticos. Al proyectar la imagen del fondo, de un determinado entorno, en un objeto no-transparente, se puede observar dicho objeto como si este fuera prácticamente transparente. La capa, que permite el camuflaje óptico de la figura está hecho de un material especial conocido como material retrorreflectante. Para crear la "invisibilidad" o la ilusión de ser transparente necesitamos una cámara de vídeo, una computadora u ordenador, un proyector, un combinador y una pantalla semitransparente, que, por un lado refleje la imagen del fondo y por otro, el observador pueda apreciar la transparencia de la capa viendo el fondo a través de él (camuflaje óptico). Una vez que una persona se pone la capa hecha con el material retrorreflectante, las etapas del proceso son las siguientes:
- Una cámara de vídeo digital captura la escena detrás de la persona que lleva la capa.
- La computadora procesa la imagen capturada y ajusta la imagen y el vídeo capturados.
- El proyector recibe la imagen mejorada de la computadora y ésta pasa a través de una fina abertura en el combinador.
- La pantalla semitransparente a la que llega la proyección tiene una película semirreflectora donde se refleja la imagen hacia la persona que lleva la capa. A la vez, permite al observador ver toda la escena que está detrás de la pantalla.
- La capa actúa como una pantalla de cine, reflejando la luz directamente de vuelta a la fuente, es decir, hacia la pantalla semirreflectora donde, por detrás, se encuentra situado el espectador.

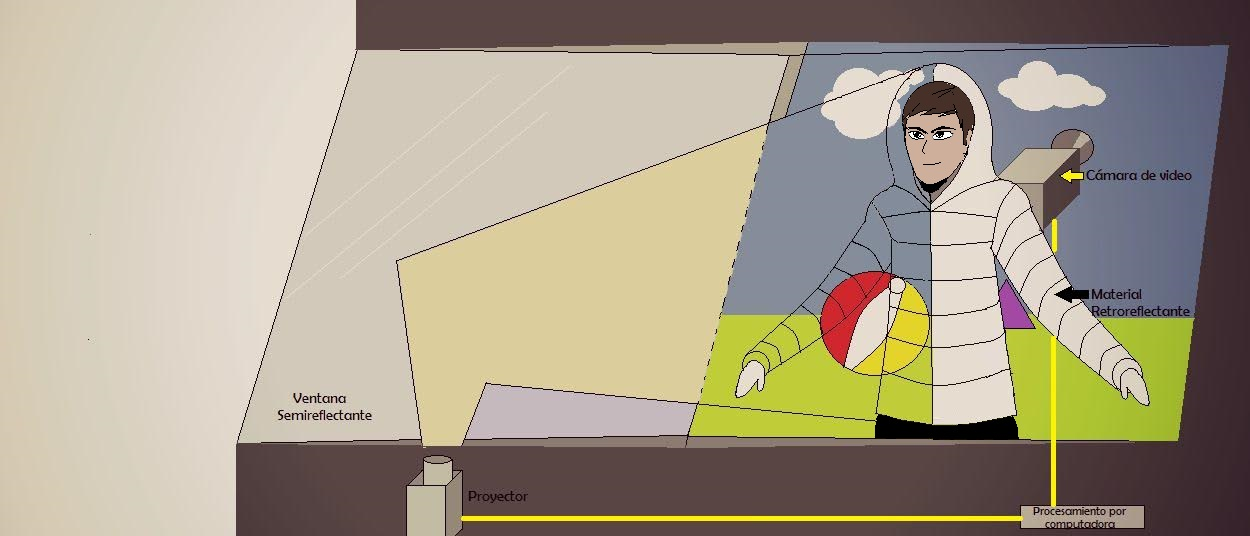
Funcionamiento del camuflaje óptico en la mitad izquierda del traje retrorreflector.

## Nota
1. ↑  En la ley de Snell de la Refracción está también incluida la de la Reflexión. Basta considerar la situación en la que el medio incidente y el refractado sean el mismo. Al ser entonces los dos índices de refracción {\displaystyle n_{1}} = {\displaystyle n_{2}}, en ecuación de la ley de Snell se verificará la igualdad entre los senos de los ángulos incidente y reflejado, que es una condición necesaria para que los ángulos sean iguales, el incidente y el reflejado, teniendo así la ley de la reflexión.